# Гамбургский договор (1638)
Гамбургский договор — ратификация важного Висмарского договора спустя два года после того, как он был заключен кардиналом Ришельё из Франции и шведской королевой Кристиной. Так как это поспособствовало усилению военной мощи шведской армии, это стало важным поворотным моментом в Тридцатилетней войне.

## История

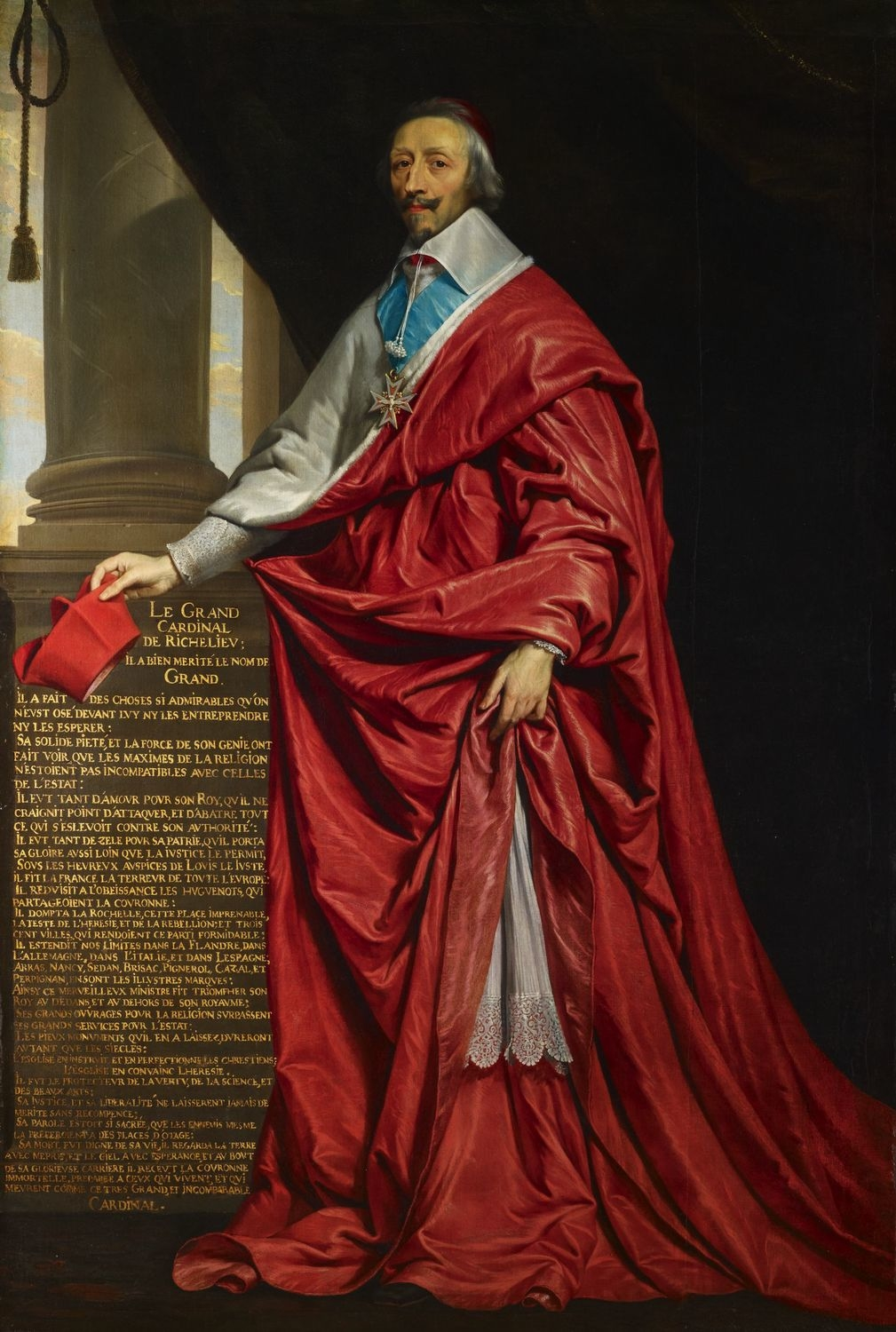
Кардинал Ришельё — французская сторона подписавшая мирный договор

В 1634 году армия Швеции потерпела сокрушительное поражение при Нёрдлингене, и поддерживающим их французам стало ясно, что нужно повысить активность наступления, иначе император Священной Римской Империи выиграет войну. Нерешительный Компьенский договор в апреле 1635 года был первой попыткой поддержать шведов, но после того, как их самый могущественный союзник Саксония перешел на другую сторону после подписания Пражского мира и роспуска протестантской лиги Хеилборнн, которая обеспечивала наибольшую долю финансирования шведской армии, дело протестантов выглядело безнадежным. Канцлер Швеции Аксель Оксеншерна в то время был открыт для финансового предложения императора, но оно так и не было реализовано. Также в мае 1635 года началась война французов с испанскими Габсбургами. В октябре Бернгард Саксен-Веймарский вместе со своей шведской армией наемников был принят на службу Франции, а фактически безденежная Швеция осталась удерживать Северную Германию только с горсткой северных союзников. Победа при Виттштоке в октябре 1636 года, через два года после Нёрдлингена, доказала, что Швеция все ещё была в игре, но в 1637 году, ещё до подписания Гамбургского договора, войска шведского маршала Юхаан Банера были вытеснены из Саксонии в Поммернию Матиасом Галласом.

## Условия договора
Франции пришлось выплатить Швеции 1 000 000 ливров за военную помощь против Габсбургов. Также соглашение подтвердило их союз, установленный Висмарским договором, заключенным в марте 1636 года
.

## Последствия
Итогом Франко-Шведского периода войны стало подписание вестфальского мира, благодаря которому Швеция превратилась в великую европейскую державу, а Франция стала господствовать на Рейне.